# أخيضر أردوازي

أخيضر أردوازي (الاسم العلمي: Vireo brevipennis) (بالإنجليزية: Slaty Vireo)‏ هو نوع من الطيور يتبع جنس الأخيضر من الفصيلة الأخيضرية.